# 大探险家马可波罗和卡弗利耶·德·拉萨勒花园

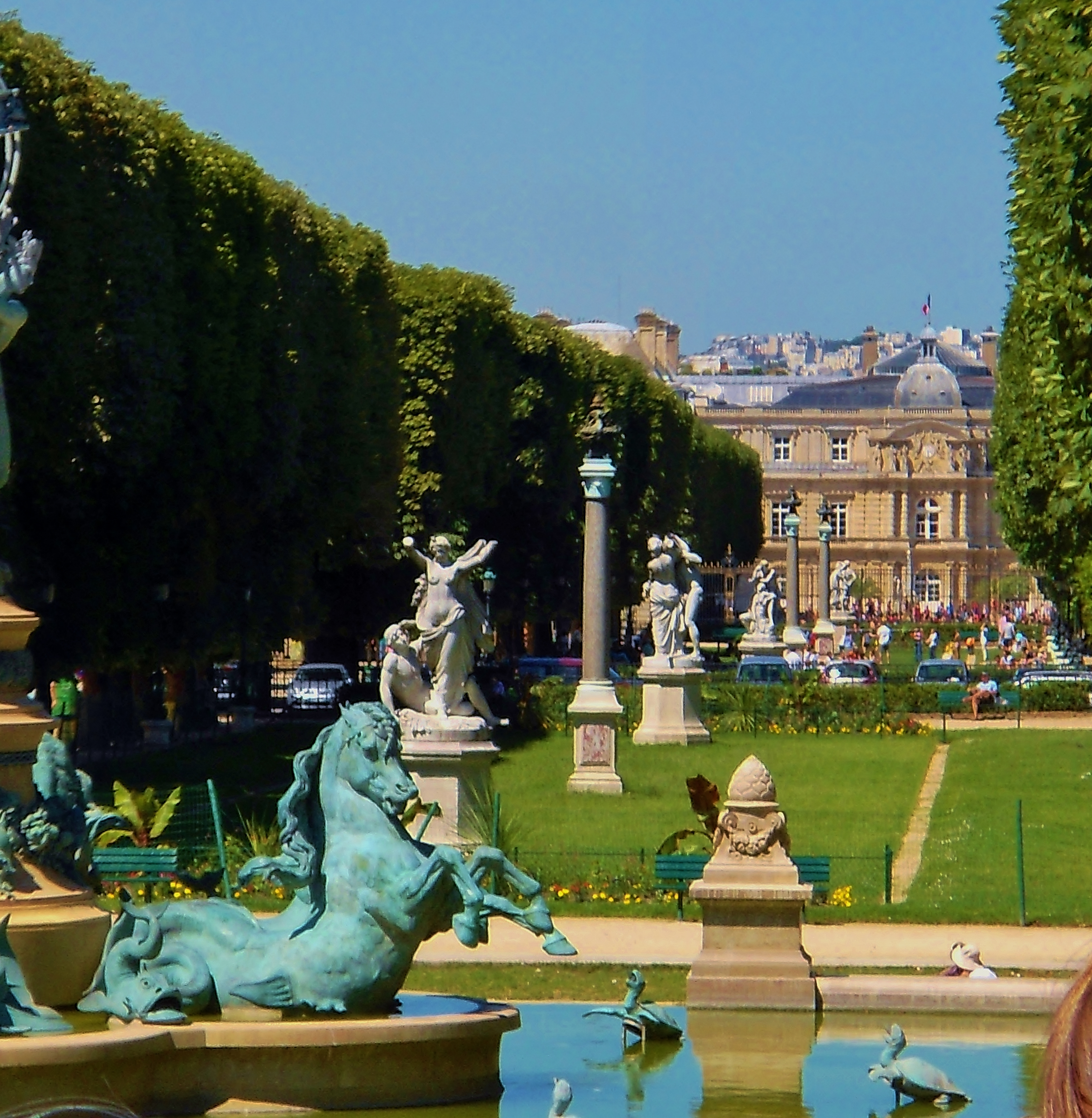

大探险家马可波罗和卡弗利耶·德·拉萨勒花园（法语：Jardin des Grands-Explorateurs Marco-Polo et Cavelier-de-la-Salle）是法国巴黎的一个花园，位于巴黎第六区的天文台大街（Avenue de l'Observatoire）与place Ernest-Denis之间，与卢森堡公园、安德烈·洪诺拉特广场（place André-Honnorat）和加斯顿·蒙纳维尔散步道（esplanade Gaston-Monnerville）相连。不应与位于阿拉戈大道（boulevard Arago）的巴黎天文台花园（jardin de l'Observatoire de Paris）混淆。
附近有巴黎地铁4号线的瓦文站。

## 名称
花园以探险家 马可·波罗（1254-1324）和勒内-罗贝尔·卡弗利耶·德·拉萨勒（1643-1687）命名。

## 历史
花园建于1867年。内有世界四方喷泉（Fontaine des Quatre-Parties-du-Monde）。林荫道分别以抵抗者丹尼斯·韦奈（Denise Vernay）和女政治家妮可·方丹（Nicole Fontaine）命名。1959年，这座花园是天文台爆炸案的现场之一。

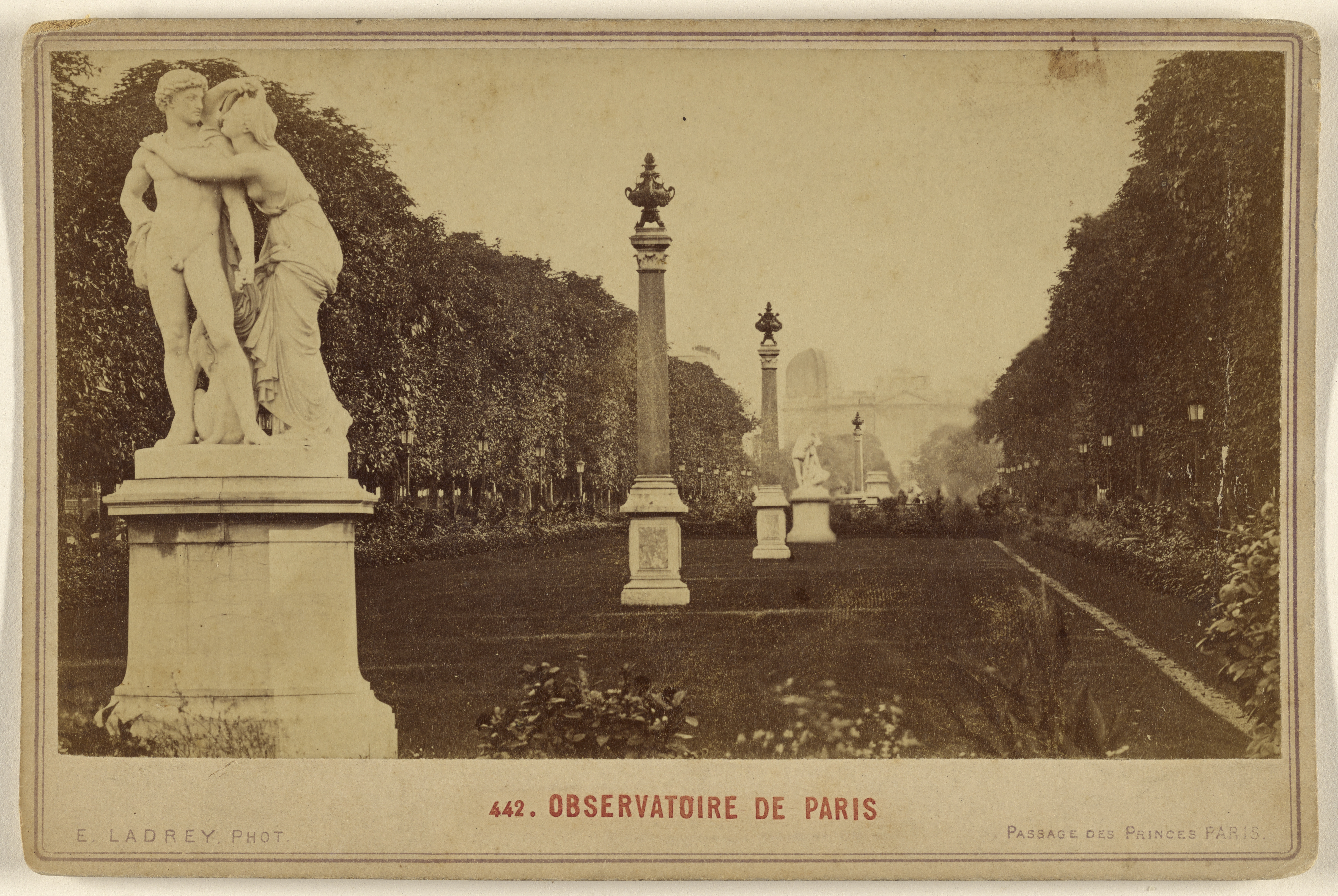
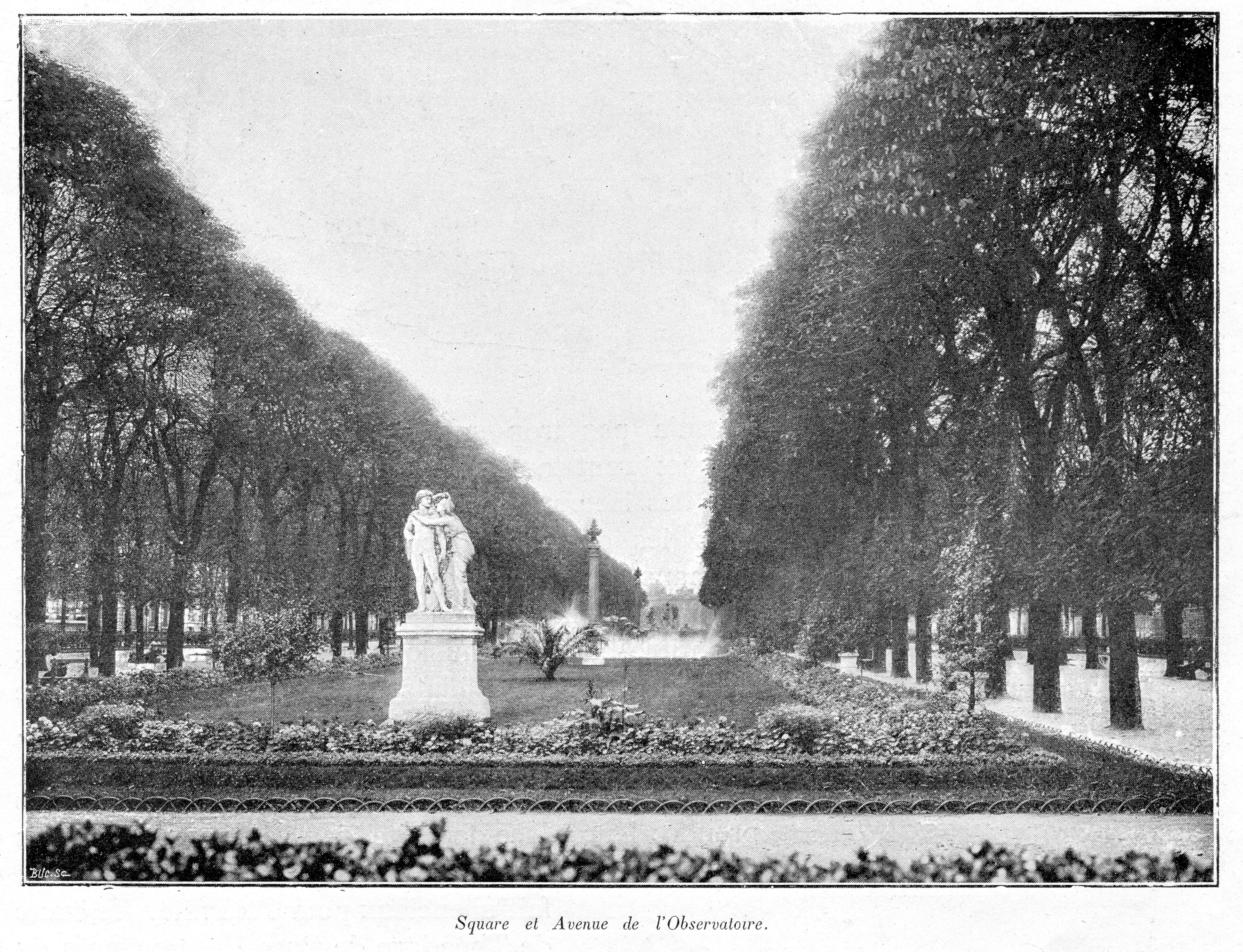
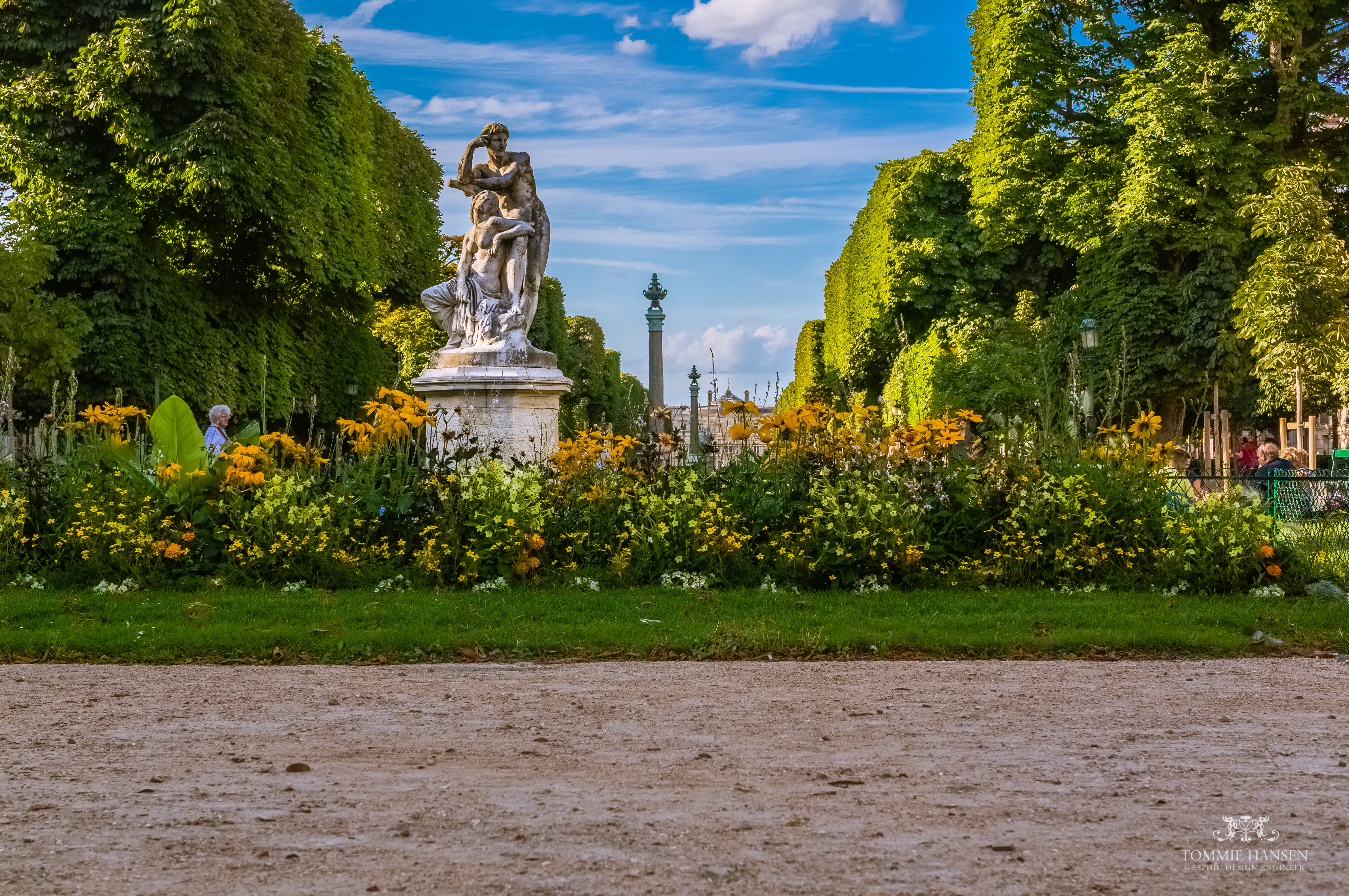
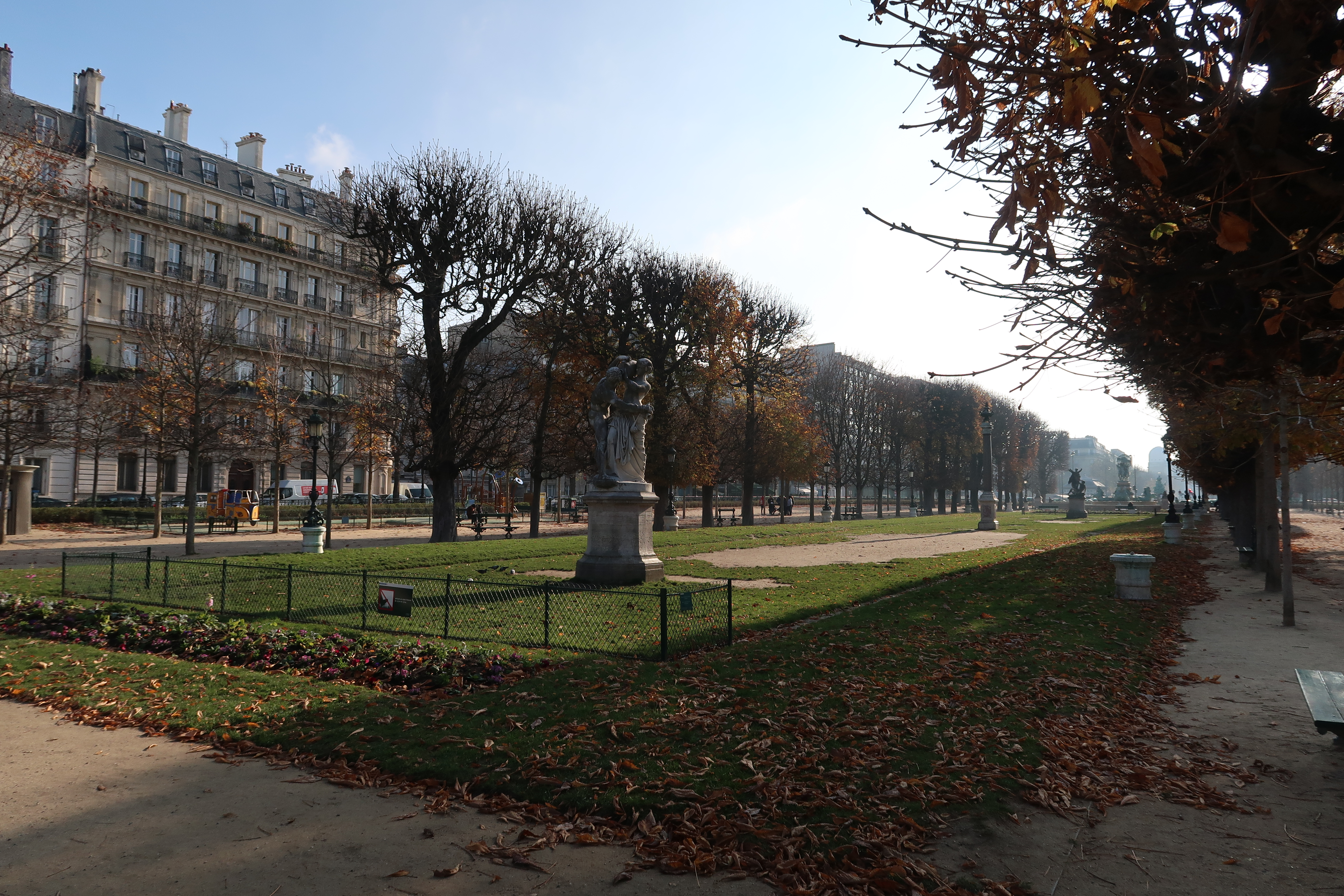

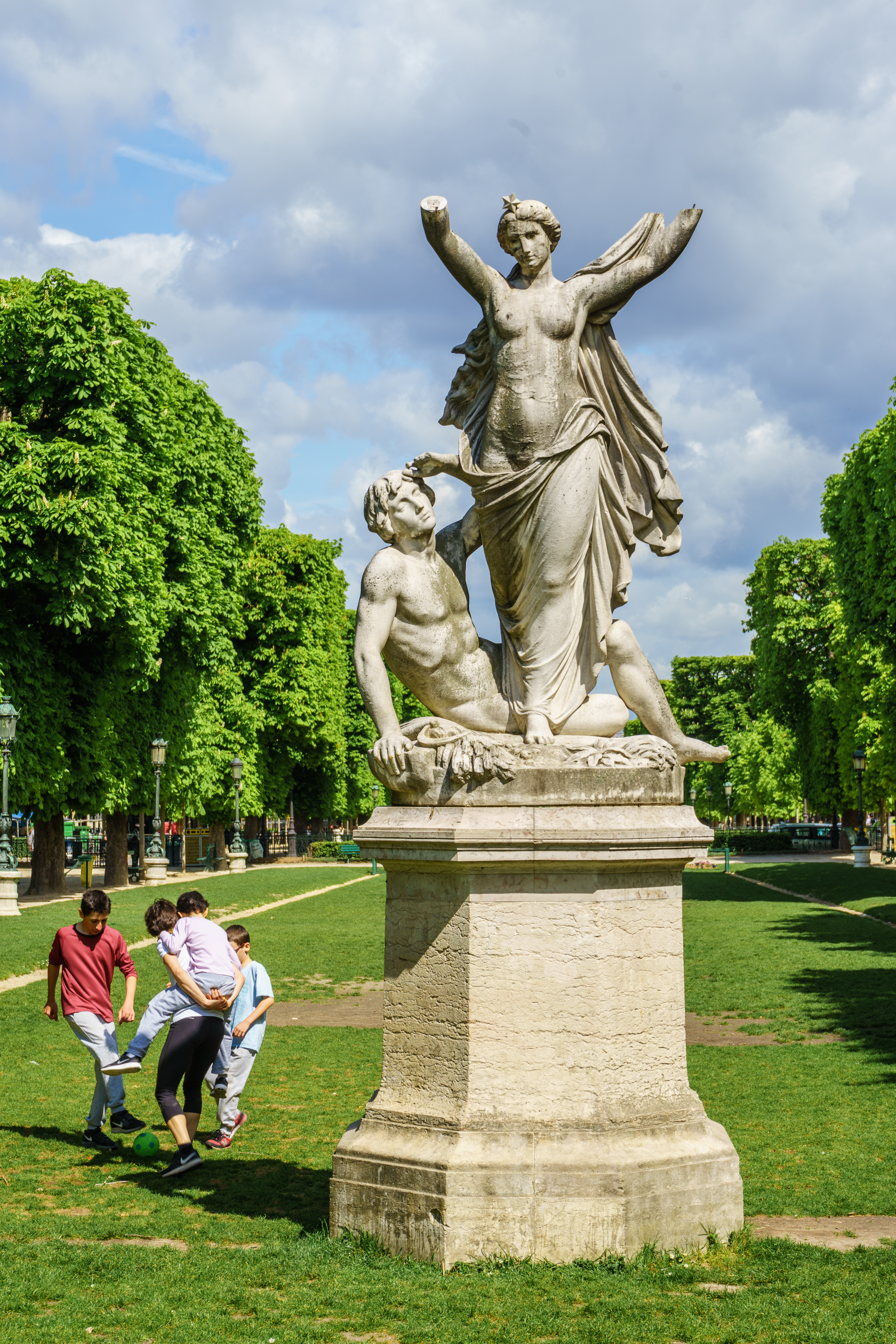
L'Aurore，François Jouffroy, marbre (1867).
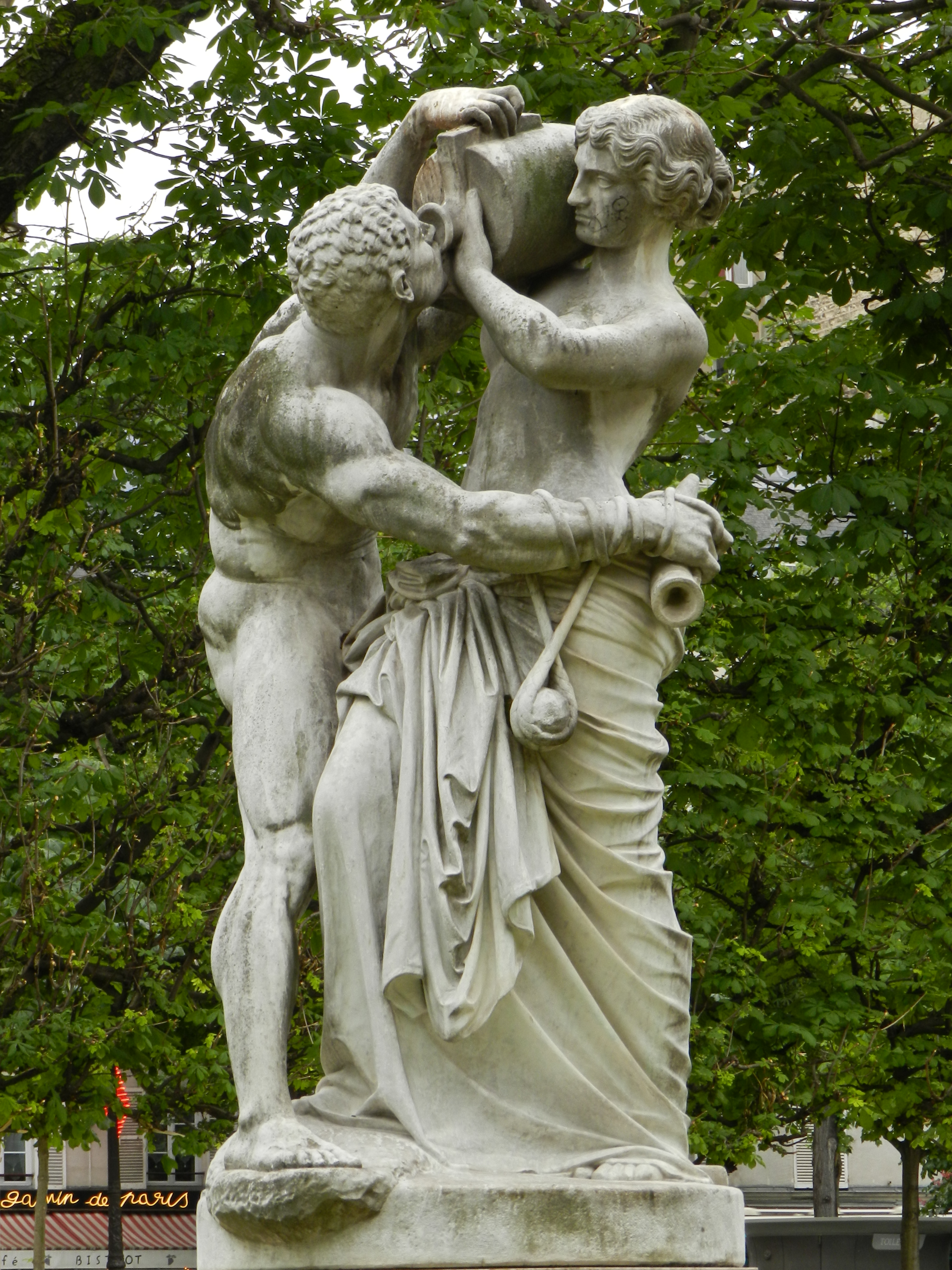
Le Jour，Jean-Joseph Perraud, pierre (c. 1870-1875).
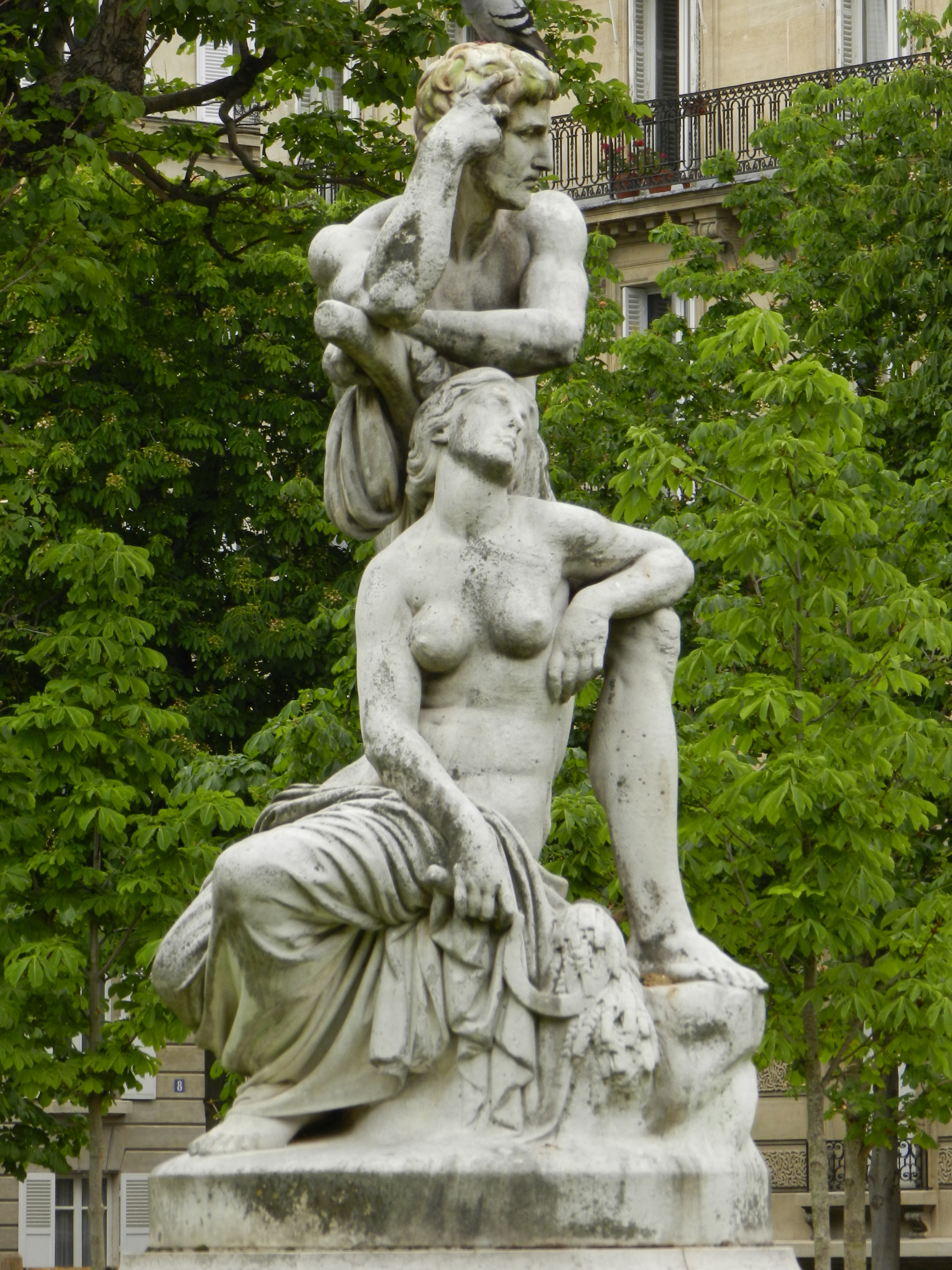
Le Crépuscule，Gustave Crauk
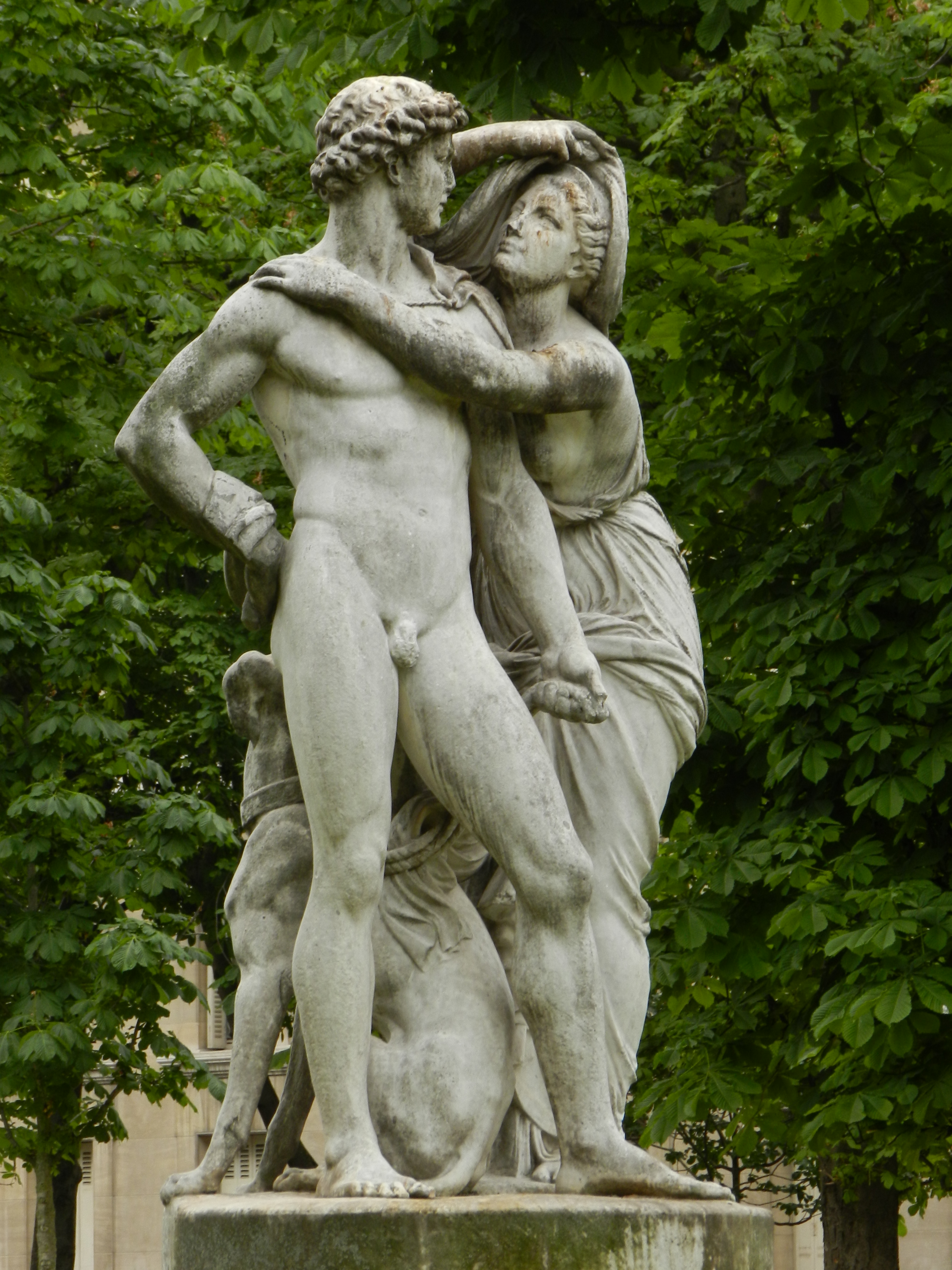
La Nuit，Charles Gumery
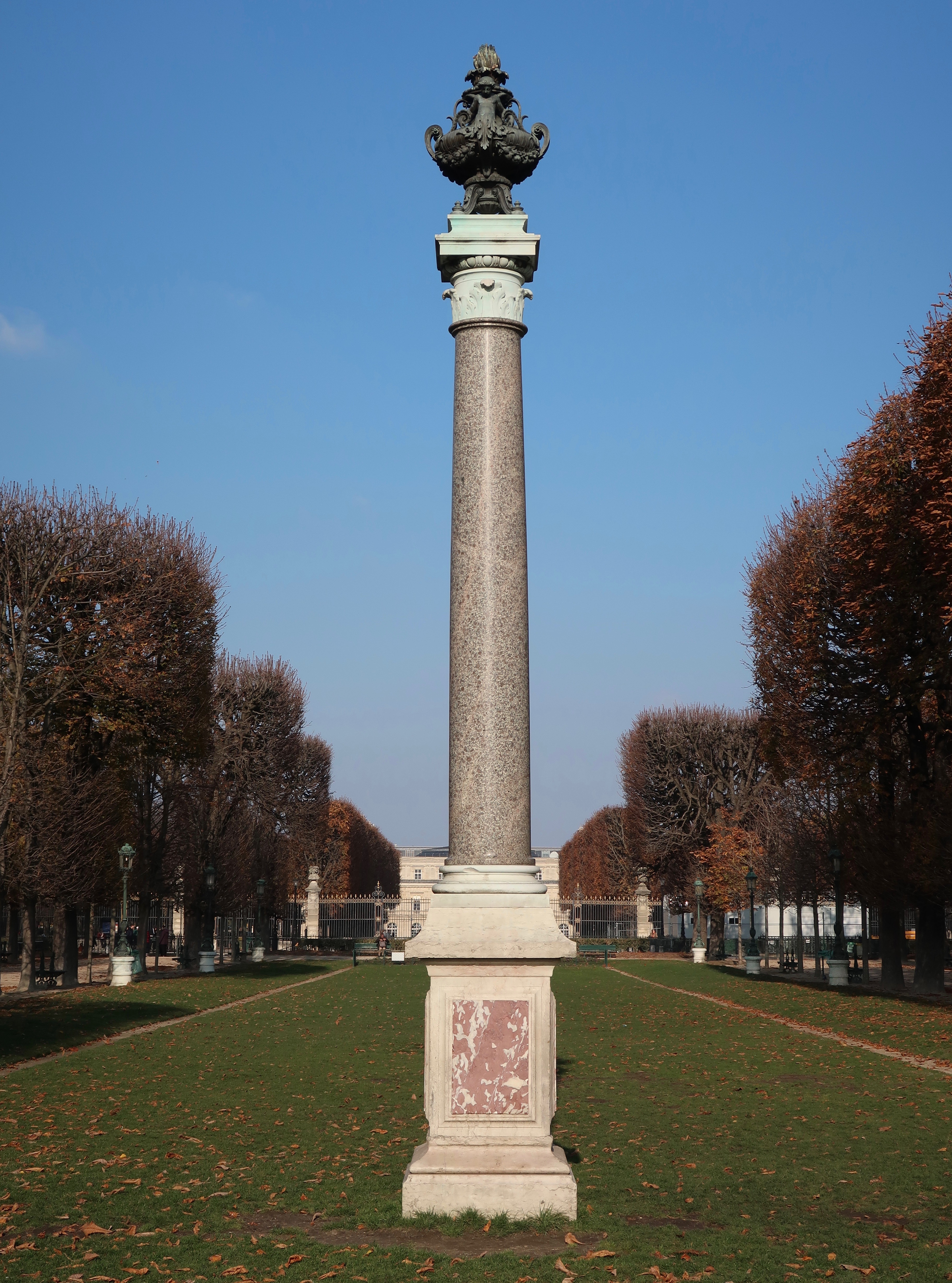
Colonne.